# Северный (Лесное сельское поселение)
Се́верный — посёлок в Исилькульском районе Омской области России. Входит в состав Лесного сельского поселения.

## География
Посёлок находится в юго-западной части Омской области, в лесостепной зоне, в пределах Ишимской равнины, к юго-западу от озера Камышлово, на расстоянии примерно 12 км (по прямой) к северо-западу от города Исилькуль, административного центра района.

## Население
| 2002 | 2010 | 2015 |
| ---- | ---- | ---- |
| 262  | ↘210 | ↗230 |

Гендерный состав
По данным Всероссийской переписи населения 2010 года, в гендерной структуре населения мужчины составляли 51,4 %, женщины — соответственно 48,6 %.
Национальный состав
Согласно результатам переписи 2002 года, в национальной структуре населения русские составляли 93 %.

## Улицы
- ул. Механизаторов,
- ул. Новая,
- ул. Придорожная,
- ул. Солёная,
- ул. Центральная[5].

## Инфраструктура
В посёлке функционирует сельский клуб.